# Elena Akselrod
Elena Akselrod (biał. Алена Меераўна Аксельрод; ros. Еле́на Ме́еровна Аксельро́д; ur. 26 marca 1932 w Mińsku) – urodzona w Białoruskiej Socjalistyczna Republice Radzieckiej pisarka, poetka i tłumaczka.

## Biografia
Elena Akselrod urodziła się 26 marca 1932 r. w Mińsku. Jej ojciec Meer Akselrod był malarzem a matka Riwa Rubina poetką piszącą w jidysz. Wujek, Zelik Akserlod, był także poetą posługującym się językiem jidysz. Uczestniczył w protestach przeciwko zamknięciu szkół jidysz w Związku Socjalistycznych Republik Radzieckich, został aresztowany i ostatecznie stracony podczas odwrotu Armii Czerwonej z Wilna w 1941 r.
W 1954 Elena ukończyła studia na wydziale literackim Moskiewskiego Instytutu Pedagogicznego. W 1955 r. zadebiutowała jako tłumaczka. Swój pierwszy tomik poezji dla dzieci wydała w 1961 r., od tego czasu napisała kolejne siedem tomików poetyckich. Pracowała jako tłumaczka, tłumacząc z jidysz, niemieckiego, angielskiego i innych języków. Przetłumaczyła prace swojej matki Riwy Rubiny i wiersze wuja Zelika. Od 1991 r. mieszka w Izraelu, gdzie pisze książki i tłumaczy inne z języka hebrajskiego. Jej prace są publikowane w Izraelu, Stanach Zjednoczonych i Rosji.
Napisała studium o sztuce swojego ojca Meera Akselroda, dzięki któremu stał się znany poza Rosją. W 2008 r. ukazała się jej książka wspomnieniowa Двор на Баррикадной. Jej synem jest rosyjsko-izraelski artysta Michaił Yachilevich. Obecnie mieszka w Ma’ale Adummim w Izraelu.

## Wybrane dzieła
- Ванька-Встанька и Санька-Спанька, 1961
- Про луну и про дома, 1962
- Где лучше, 1962
- На улице Витринной, 1963
- Кто проснулся раньше всех, 1963
- Зима играет в прятки, 1963
- Гуляла Вьюга по Москве, 1965
- Беспокойный паровоз, 1967
- Куда спешили колеса, 1967
- Зима играет в прятки, 1971
- Кто проснулся раньше всех, 1983
- Подсолнух, 1984
- В море мылся великан, 2012